# MV Fedra
MV Fedra fue un buque de carga granelero registrado en Liberia. Encalló y se estrelló contra Punta Europa, el extremo más meridional de Gibraltar, el 10 de octubre de 2008, tras fuertes vientos huracanados de 12 grados en la escala de Beaufort. Los servicios de emergencia españoles y gibraltareños montaron una operación de rescate conjunta, Gibraltar declaró un incidente grave y solicitó la disponibilidad de servicios de emergencia adicionales estatutarios y voluntarios (incluido St John Ambulance Gibraltar), aunque debido al rescate seguro de toda la tripulación de Fedra finalmente no fueron necesario.
Cinco de sus 31 miembros de la tripulación fueron trasladados a un lugar seguro por un helicóptero de la Guardia Costera española y el resto fueron izados por un sistema de grúa improvisado. El barco se partió por la mitad poco después.
Aproximadamente la mitad de sus 300 toneladas de combustible se derramaron en el mar. Parte de ese petróleo llegó a las costas a lo largo de la costa occidental de Gibraltar, particularmente en el área de Rosia Bay y Camp Bay. Fuentes españolas dijeron que parte del combustible de Fedra había llegado a algunas playas del Campo de Gibraltar y había llegado a Tarifa. También se produjeron mareas negras en la Bahía de Gibraltar.
Se evitó que el Fedra se convertiera en un pecio permanente cuando la sección delantera fue reflotada y remolcada hacia la Bahía de Gibraltar en febrero de 2009. Estaba amarrada junto al Muelle Sur en el Puerto de Gibraltar. La superestructura se cortó del casco de la sección de popa y se colocó en el muelle de la Base Naval de la Marina Real Británica.
La Asociación Marítima de Gibraltar publicó un informe en enero de 2012 que revela cómo la Compañía socavó al Capitán de Fedra y su autoridad en sus intentos de salvar tanto a la tripulación como al barco. El informe también explica los distintos aspectos que llevaron a la desaparición del MV Fedra.